# Phytoliriomyza conjunctimontis
Phytoliriomyza conjunctimontis är en tvåvingeart som beskrevs av Frick 1952. Phytoliriomyza conjunctimontis ingår i släktet Phytoliriomyza och familjen minerarflugor. Inga underarter finns listade i Catalogue of Life.